# Jean Séguy (Soziologe)
Jean Séguy (* 3. Mai 1925 in Duras, Département Lot-et-Garonne, Frankreich; † 9. November 2007 in Liancourt, Département Oise, Frankreich) war ein französischer Religionssoziologe und Forscher der Täufer, Mennoniten, Adventisten und anderer dissidenten christlichen Bewegungen.

## Leben
Jean Séguy wurde 1925 in Duras geboren. Er entstammte einer katholischen Familie südwestfranzösischer Herkunft. Nach mehrjährigen Tätigkeiten in England und Ägypten als Sprachlehrer kam er nach Paris, wo er an der École pratique des hautes études ein religionswissenschaftliches Studium absolvierte. 1956 publizierte er eine Schrift über die Sekten in Frankreich (Les sectes protestantes dans la France contemporaine). Seit 1960 war er am Centre national de la recherche scientifique (CNRS) tätig. Sein Hauptforschungsgebiet blieben die religiösen Nonkonformisten und dissidenten Bewegungen des Protestantismus und des Katholizismus. 1970 promovierte er an der Sorbonne mit einer Arbeit über die Täuferbewegung in Frankreich, die er 1977 unter dem Titel Les assemblées anabaptistes-mennonites de France (904 Seiten) veröffentlichte.
Neben seiner religionsgeschichtlichen Forschung beschäftigte er sich intensiv mit der Religionssoziologie. Er war stark geprägt durch Max Weber und Ernst Troeltsch und machte deren religionssoziologischen Arbeiten im französisch-sprechenden Gebiet wesentlich bekannt. Für die Zeitschrift Archives de sciences sociales des religions (ASSR), deren Direktor er von 1981 bis 1988 war, verfasste er unzählige Beiträge. Ein ebenso aktiver Mitarbeiter war er in der Zeitschrift Christ Seul, der Monatszeitschrift der französischen Mennoniten. Als Mitglied des mennonitischen Geschichtsvereins Frankreichs (Association française d’histoire anabaptistemennonite) war er eine der prägenden Figuren der wissenschaftlichen Mennonitenforschung in Frankreich.

## Werke
- Les Sectes protestantes dans la France contemporaine. Paris, Beauchesne, 1956.
- Ernst Troeltsch et sa sociologie du christianisme. Paris, Cercle Ernest Renan, 1961.
- Les Conflits du dialogue. Paris, Le Cerf ed., 1973.
- Les Assemblées anabaptistes-mennonites de France, Paris; La Haye, Mouton, 1977.
- Christianisme et société. Introduction à la sociologie de Ernst Troeltsch. Paris, Le Cerf ed., 1980.
- Conflit et utopie, ou Réformer l'Église. Parcours wébérien en douze essais. Paris, Le Cerf ed., 1999.